# Mare de Déu dels Arquets
Mare de Déu dels Arquets és un edifici religiósdel municipi de Sant Jaume dels Domenys (Baix Penedès) inclòs en l'Inventari del Patrimoni Arquitectònic de Catalunya.

## Descripció
L'accés a l'ermita es fa a través d'una escalinata que mena a una petita plaça.
La façana és composta per una portalada d'arc rebaixat i una pedra d'ull de bou que té gravada la data de 1821. La construcció, de dues vessants, és rematada per una espadanya d'un sol cos. L'interior és d'una sola nau, dos arcs de mig punt sostinguts per dos grans contraforts exteriors. La imatge de la Mare de Déu es troba dins una petita fornícula a la capçalera de l'església.

## Història
Segons el sr. Tarrada, l'ermita és deguda a la cristianització d'un fet supersticiós o miraculós d'origen pagà. L'església, de sempre, ha decidit dotar les festes i supersticions paganes d'un sentit cristià, en lloc de prohibir-les inútilment. Així entronitzà una Verge on s'anava en demanda de l'aigua. El tros d'aqüeducte d'aquesta zona segurament se'l va emportar una torrentada, però restà en la imaginació del poble. Posteriorment, «els Arquets» de la part alta de l'aqüeducte donaren nom a la Mare de Déu, i foren utilitzats com a basament de la imatge, fet comprovable en uns goigs reeditats el 1950. La primera notícia de la capella es troba en el llibre de visites del Deganat de Vilafranca, on en la visita del 1632 hi consta: Capella Bae, Mae. Dels Arquets. Se troban altres referències el 1753 i el 1793. L'any 1821 es restaurà la capella. El 1936 fou cremada i restaurada cap a 1950 sota la direcció del mossèn Ros i Leconte.